# ランドルフ・ボーン

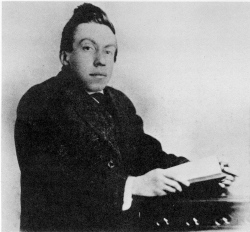
ランドルフ・ボーン

ランドルフ・シリマン・ボーン (1886年5月30日 – 1918年12月22日) は、アメリカの進歩主義（en:Progressivism in the United States）的作家であり、「左派知識人」。ニュージャージー州ブルームフィールド（en:Bloomfield, New Jersey）生まれ、コロンビア大学卒業。死後に発見された未刊のエッセイ「国家（The State）」が知られる。

## 生涯と業績
ボーンの記事は、「The Seven Arts（en:The Seven Arts）」、「The New Republic（en:The New Republic）」を含む雑誌に発表されている。
第一次世界大戦は、アメリカの進歩主義勢力を、ボーンとジェーン・アダムズを含む非戦派と、プラグマティズムの哲学者であり教育学者のジョン・デューイ率いる主戦派に二分した。ボーンは、コロンビア大学でデューイの学生であったが、戦争を民主主義拡大の道具とする師の考えには反対した。1917年、皮肉を込めて「偶像の衰退（Twilight of Idols）」と題したエッセイにおいて、デューイの同世代人で進歩的プラグマティストであるウィリアム・ジェームズを引き合いに出し、アメリカが民主主義を戦争を正当化する目的で利用しているが、民主主義自体は吟味されていないと主張した。ボーンは、はじめはデューイに従っていたが、彼が信奉していると公言していた民主主義の背後にある考えよりも民主主義による政府の見せかけの方に傾倒して自身の民主主義的考えを裏切っていると感じた。
ボーンは、ホレイス・カレンの1915年のエッセイ「民主主義かメルティングポットか（Democracy Versus the Melting-Pot）」に大きく影響を受け、カレン同様、アメリカはアングロサクソン文化圏に加わるべきではないとした。1916年の「超民族国家アメリカ（Trans-National America）」においては、合衆国は移民者を英国風の文化に同化させるのではなく、移民者の文化を「世界主義のアメリカ」に適応させるべきだと論じた。
ボーンは第一次世界大戦後、スペインかぜで死んだ。しかし、彼の考えは世界主義と多分化主義というポストモダン思想の形成において影響力を持ち、デビッド・ホリンガー（en:David Hollinger）のような最近の知識人もボーンの考えによった広範な作品を書いている。アメリカの有力なモダニズム作家のジョン・ドス・パソスは、その三部作の小説『U.S.A.』の一つ『一九一九年』で「ランドルフ・ボーン」という章を設けて彼を賞賛し、「戦争とは国家の健康である」とする言葉に込められた思想を重厚に描き出している。
ボーンの顔面は出生時の鉗子の誤用により形が崩れており、4歳のときに脊椎カリエス患ったせいで成長不全となり、猫背であった。この経験を彼はエッセイ「ハンディキャップ（The Handicapped）」で語っている。

## 「超民族国家アメリカ」
この記事において、ボーンは、メルティングポット理論を斥け、移民者が他の文化に容易に同化するものとは見なかった:248。民族性に関するボーンの見解は、個人とその「精神的祖国」:76、すなわちその文化との関係に関連付けられる。人はたとえ他の国に住んでいたとしても、しばしば自分の祖国の文芸や文化に固執するものだというのである。また、このことは合衆国に移民した人々の多くについても当てはまると信じていた。それゆえ、ボーンは、世界中から来る移民がアメリカ的伝統とみなされるアングロサクソン的伝統に同化するものと考えることができなかったのである。
この記事では続けて、アメリカは独特の機会の自由を提供しており、また、彼が世界市民としての気風につながり得るものと感じていた伝統的な孤立をもなお提供し得ると主張する:262。この文化と人との混合をもって、アメリカは他の国との文化的なつながりを作る糸を備えた「超民族国家」へと成長できると考えたのである。あらゆる人をメルティングポット理論に一致させるのではなく、人々の視野を広げて移民者のあり方に向けさせることによって、アメリカは国として成長するとボーンは思っていた。この人々の視野の拡大は、そこに住む人々が統一された国家へとつながり、そのことが最後には国を偉大ならしめるのだ。この記事とそこに込められた思想の大部分は、書かれた当時その只中であった第一次世界大戦の影響を受けている:264。

## ランドルフ・ボーン・インスティチュート
ランドルフ・ボーン・インスティチュートは、平和で繁栄した世界を実現する最良の方法として非干渉主義の外交政策を合衆国に提唱し、ボーンを顕彰することを目的とする。「Antiwar.com（en:Antiwar.com）」というウェブサイトの運営も行っている。

## 著作
- 青春、1913、アメリカ古典文庫20
- 国民皆兵制の道徳的等価物、1916、アメリカ古典文庫20
- ピューリタンの権力志向、1917、アメリカ古典文庫20
- 戦争と知識人、1917、アメリカ古典文庫20
- 国家論、アメリカ古典文庫20